# Anton Kirchebner (Kartograf)
Anton Kirchebner (* 13. Juli 1750 in Oberperfuss; † 3. März 1831 ebenda) war ein Tiroler Bauernkartograf und Freiheitskämpfer. Eines seiner Hauptwerke ist die erstmalige Vermessung der Ländereien von Vorderösterreich.

## Leben und Werk
Anton Kirchebner stammt wie sein Vorgänger Peter Anich aus dem Bergbauerndorf Oberperfuss, einer Streusiedlung am Steilhang des östlichen Sellraintals. 
Er arbeitete ab 1768 unter seinem Onkel Blasius Hueber bei der Fertigstellung des von Anich begonnenen Atlas Tyrolensis (1774). Wie Hueber ohne eigentliche Schulbildung, konnte sein Onkel den jungen Autodidakten bald in Mathematik und Landesvermessung unterweisen. Von 1770 an begleitete er Hueber auf allen Vermessungsreisen für die Berichtigung und Ergänzung der Tirol-Karte, sodass er an diesem berühmten Werk noch beteiligt war.
Die Arbeit der Tiroler Feldmesser hatte die Wiener Regierung so sehr befriedigt, dass sie beschloss, von ihnen auch die österreichischen Vorlande aufnehmen zu lassen. Sie ordnete 1771 die Vermessung der Herrschaften vor dem Arlberg an, deren Verwaltungssitz seit 1752 Freiburg im Breisgau war. Förderer und Leiter des Projekts war der Innsbrucker Mathematik-Professor Ignaz Weinhart SJ.
Für die Vermessung von Vorarlberg, zu der Hueber beauftragt war, zeichnete Kirchebner zwei der vier verlangten Risse. Bei den folgenden Aufnahmen der Landvogteien Nieder- und Oberschwaben arbeitete er zunächst noch als Assistent Huebers, führte sie aber nach dessen Erkrankung 1778–1780 allein zu Ende.
Für die sehr aufwändige Mappierung (Vermessung und Kartierung) Vorderösterreichs war er selbst der Hauptverantwortliche. In heutiger Diktion erstellte er in diesem oft umkämpften Grenzgebiet zu Bayern/Schwaben und der Schweiz General- und Übersichtskarten, zunächst von der Grafschaft Nellenburg, der Herrschaft Ober- und Nieder-Hohenberg und der Markgrafschaft Burgau. Die Karten gingen in je drei Rissen an die zuständigen Oberämter. Als Gehilfe fungierte ab etwa 1790 sein Vetter Magnus Hueber.
Die vorderösterreichische Mappierung war äußerst schwierig, weil der Herrschafts- und Grenzverlauf sehr zerfranst und oft auch strittig war. Kirchebner entwickelte deshalb eigene Kartenzeichen dafür, ob ein Ort österreichisch, reichsritterschaftlich, österreichisch-ritterschaftlich, reichsunmittelbar oder anderweitig zugehörig war.
Trotzdem erhielt Kirchebner um 1790 den Auftrag, auch den Breisgau zu vermessen, was jedoch nach dem Kriegsausbruch 1794 von der Wiener Regierung eingestellt wurde. Die Gebiete gehören heute zu Deutschland, und die drei Operate gingen nicht mehr in Druck.
Laut Deutscher Biografie stand der dritte Tiroler Bauernkartograf in topografischer und kartografischer Hinsicht nicht hinter Anich und Hueber zurück, in der Ausdehnung des vermessenen Gebietes übertraf er sie sogar. Für seine drei Karten der vorderösterreichischen Gebiete unterblieb nicht nur der Druck, sie fielen wegen des Landverlustes für Österreich sogar der Vergessenheit anheim. Teile der Originale sind heute im Innsbrucker Ferdinandeum ausgestellt. Ab 1800 genoss er ein jährliches Gnadengehalt von 100 Gulden.
Zu seiner Landwirtschaft zurückgekehrt, war er später in den Tiroler Freiheitskämpfen gegen die Besetzung durch Napoleon und Bayern ein erfolgreicher Landsturm-Führer.

## Anerkennungen
- Jahr?: In Oberperfuss ist der Anton-Kirchebner-Weg nach ihm benannt.